# Sotteville-sur-Mer
Sotteville-sur-Mer – miejscowość i gmina we Francji, w regionie Normandia, w departamencie Sekwana Nadmorska.
| 1962 | 1968 | 1975 | 1982 | 1990 | 1999 | 2006 | 2007 | 2010 |
| ---- | ---- | ---- | ---- | ---- | ---- | ---- | ---- | ---- |
| 265  | 324  | 318  | 313  | 365  | 388  | 363  | 359  | 357  |

Wśród 1421 gmin Górnej Normandii Sotteville-sur-Mer plasuje się na 558. miejscu pod względem liczby ludności, natomiast pod względem powierzchni na miejscu 456.